# 女子十二楽坊
女子十二楽坊（じょしじゅうにがくぼう、12 Girls Band）は、中華人民共和国の古楽器を演奏する女性のみの音楽グループ。北京を拠点とする。

## 概要
中国伝統楽器の演奏家で構成されるインストゥルメンタルバンドであり、中国及びアジアの伝統楽器を使用する。演奏分野は、ポップ・ミュージックからクラシック音楽、中国民族音楽までと幅広い。代表曲は『奇跡』『自由』『輝煌』『敦煌』など。
公演によっては参加メンバーおよび人数など変動がある。かつて、多くのメンバーが中国国内の他楽団や音楽学校と掛け持ちをし、他楽団・学校の仕事が優先されることもあった。
全員が幼少の頃から中国伝統楽器の英才教育を受け、各種音楽コンクールの上位入賞歴をもつトップレベルの演奏家である。中国伝統楽器を始めたきっかけはメンバーのほとんどが友達や周囲の影響だと答えている。また、プロデューサーの王暁京によると、選考基準は音楽性のみならず容姿も重視している。
プロデューサー王暁京は、中国初のロック歌手・崔健らを売り出した辣腕プロデューサーである。
売り上げの中から、SARS研究の寄付、新潟県中越地震、スマトラ島沖地震、四川大地震等の義捐金寄付などをしてきた。
音楽の特徴は、中国伝統楽器の伝統性・芸術性を押し出したものよりも、フュージョン音楽の道具として利用している曲が多い点が挙げられる。これは、従来の中国民族音楽の見直しとは一線を画した手法である。作曲・編曲は、中国伝統楽器と並んでギター奏者でもある梁剣峰が中心となっていた。プロデューサーの王暁京によると、女子十二楽坊はリズムを重視した音楽であるという。
グループ名である「女子十二楽坊」の「十二」はメンバーの人数を指しているわけではなく、中国で縁起のいい数字を使用したものである。プロデューサーの王暁京によると、中国の四大奇書の一つである『紅楼夢』に登場する12人の美女（金陵十二釵）と唐代の王宮にあった「教坊」から発案され、命名したという。
中国のプロダクションであるStarDisc（北京世紀星碟文化伝播有限公司）に所属するが、日本においては当初、CD/DVD制作からプロモーション、コンサート運営までプラティア・エンタテインメント（後にミューチャー・コミュニケーションズに社名変更）が担当していた。同社は、通常であれば所属事務所が行なうアーティストマネージメントまで含めて担当していた。そのため、日本国外でのStarDiscによる公演等と日本国内での運営については大きなズレが見られることがある。なお、海外での正規盤は、主にEMI香港とユニバーサルミュージック香港が扱ってきた。
2005年9月5日、過剰な宣伝費による負債をプラティアが負担する形で、ミューチャー・コミュニケーションズは資本独立する。2007年7月20日、ミューチャー・コミュニケーションズは自己破産手続きを開始した。以後、日本国内でのコンサートは、以前からコンサート実施に関わっていたプロマックスが担当、マネージメント等に関しては新たに公式ネットファンクラブを運営することとなった海日エンターテインメントに移行した。2007年の「上海」は、EMIから発売された「Shanghai」の日本盤となるため、EMIミュージック・ジャパンから発売された。2008年の「四季のソナタ」は、ユニバーサルミュージックから韓国GSRMEDIAよりライセンス受託の日本盤となるため、ユニバーサルミュージック (日本)傘下のMILESTONE CROWDSレーベルからの発売となる。
2010年より、女子十二楽坊文化伝播有限公司（女子十二乐坊文化传播有限公司）に所属。

## 来歴
2001年6月18日に北京で結成。同年『魅力音楽会』で中国デビュー。同年10月5日、北京21世紀劇院で初のコンサートを開催、2002年には中国全土で100回以上のコンサートを開催した。
2003年7月24日に『自由』『奇跡』などの代表曲とともに、日本のヒット曲のカバーも含むCD『女子十二楽坊〜Beautiful Energy〜』で日本に進出。同アルバムは約200万枚（オリコン推計約166万枚）の大ヒットとなった。日本でのプロモーションには約2億円の宣伝費をかけたといわれる。客層としてはCD購買層である年齢の高い層をターゲットとし、「癒しブーム」を狙ったプロデュース、さらにDVDとセットで安く販売するマーケティング手法があたって人気を集めた。日本ではデビューから1年間で約320万枚の関連ソフトを売り上げた。
2003年度ゴールデン・アロー賞音楽新人賞、第18回日本ゴールドディスク大賞ではアーティスト・オブ・ザ・イヤー洋楽部門など3部門を受賞。2003年のNHK紅白歌合戦(第54回)ではオペラ歌手錦織健と共演で出演した。2004年1月2日には武道館コンサート、4月1日から5月8日まで日本全国ツアー32公演をこなす。
2004年3月3日には日本で2ndアルバム『輝煌〜Shining Energy〜』を発売し、初版30万枚強、最終的には50万枚を売り上げた。しかし、ミューチャー・コミュニケーションズ社長の塔本一馬によると、著作権使用料の見込み違いによりヒットしたにもかかわらず利益が出なかったという。
2004年8月17日には『Eastern Energy』で全米デビュー。ビルボードのワールド・ミュージックチャートで11週連続1位、総合ランキング(Billboard 200)でも初登場62位。この初登場順位は、当時の日本を含めたアジア系のり発表されたアルバムとしては最高の成績となった。第47回グラミー賞では総合部門最優秀新人賞とワールドミュージック部門最優秀ワールドミュージックアルバム賞でノミネートされたが、最終候補には残れなかった。2005年9月末から北米大陸ツアー。
2005年4月15日より、『ドラえもん』のオープニングテーマ「ドラえもんのうた」を演奏していた。
2007年5月、著作権法違反で南京のプロモーターに損害賠償を命じる判決が出されたが、これはコンサート主催者の問題であり、演奏家である女子十二楽坊やプロダクションの問題ではない。
2009年4月、一部の初期メンバーが脱退。琵琶のヂョン・バオ（仲宝）、シー・ジュエン（石娟）、笛のリャオ・ビンチュイ（廖彬曲）は引き続き十二楽坊で活動。2009年6月、新メンバー加入。
2016年9月、9年ぶりに来日公演し日本ツアーを3カ所で開催。
2017年11月下旬より3日間の来日公演を開催。（11月27日：新宿文化センター 大ホール、11月28日：ティアラこうとう 大ホール、12月2日：千葉県文化会館 大ホール）
2018年11月27日・30日、ヴァイオリニスト川井郁子とバーチャルシンガー初音ミクとの共演をしたコンサートが行われた。

## リリース

### 日本

#### オリジナル・アルバム
|      | 発売日        | タイトル                          | 規格          | 規格品番            | 最高位 |
| ---- | ------------- | --------------------------------- | ------------- | ------------------- | ------ |
| 01st | 2003年7月24日 | 女子十二楽坊 〜Beautiful Energy〜 | CD+DVD        | PYCE-1001           | 1位    |
| 02nd | 2004年3月3日  | 輝煌 〜Shining Energy〜           | CD+DVD        | PYCE-1003           | 1位    |
| 03rd | 2005年1月26日 | 敦煌 〜Romantic Energy〜          | CD+DVD 12cmCD | PYCE-1008 PYCE-1009 | 8位    |

#### ベスト・アルバム
|      | 発売日         | タイトル                            | 規格   | 規格品番     | 最高位 |
| ---- | -------------- | ----------------------------------- | ------ | ------------ | ------ |
| 01st | 2004年12月15日 | 自由 ベストセレクション             | 2CD    | COCU-20004/5 | 155位  |
| 02nd | 2005年7月27日  | 女子十二楽坊 〜THE BEST OF COVERS〜 | 12cmCD | PYCE-1010    | 13位   |
| 03rd | 2006年4月12日  | 女子十二楽坊ベスト                  | 12cmCD | PYCE-8002    | 32位   |
| 04th | 2010年4月21日  | 女子十二楽坊 Perfect Best           | 12cmCD | USM-031      | --     |

#### ライブ・アルバム
|      | 発売日        | タイトル                                      | 規格        | 規格品番                | 最高位 |
| ---- | ------------- | --------------------------------------------- | ----------- | ----------------------- | ------ |
| 01st | 2003年11月6日 | 奇跡                                          | CD+DVD      | PYCE-1002               | 3位    |
| 02nd | 2004年7月24日 | ベストセレクション ～日本公演2004"奇跡"より～ | 2CD+DVD 2CD | PYCE-1004/5 PYCE-1006/7 | 17位   |

#### 企画アルバム
|      | 発売日                               | タイトル                                | 規格          | 規格品番            | 最高位     |
| ---- | ------------------------------------ | --------------------------------------- | ------------- | ------------------- | ---------- |
| 01st | 2005年11月2日 2006年11月22日（再発） | Merry Christmas To You ～女子十二楽坊～ | 12cmCD CD+DVD | PYCE-8001 PYCE-8010 | 59位 256位 |
| 02nd | 2006年6月21日                        | 世界名曲劇場 ～序曲～                   | 12cmCD        | PYCE-8003           | 46位       |
| 03rd | 2006年11月22日                       | 世界名曲劇場 ～第一幕 中国民謡集～      | CD+DVD        | PYCE-8009           | 100位      |
| 04th | 2007年8月22日                        | 上海                                    | 12cmCD        | TOCP-70287          | 192位      |
| 05th | 2008年7月30日                        | 四季のソナタ                            | 12cmCD        | UMCC-1009           | 264位      |

#### デジタル・リマスタリング
| 発売日        | タイトル | 規格   | 規格品番                                          |
| ------------- | --- | ------ | ------------------------------------------------- |
| 2006年7月12日 | 女子十二楽坊 ～Beautiful Energy～ 奇跡 輝煌 ～Shining Energy～ 敦煌 ～Romantic Energy～ 女子十二楽坊 ～THE BEST OF COVERS～ | 12cmCD | PYCE-8004 PYCE-8005 PYCE-8006 PYCE-8007 PYCE-8008 |

#### 映像作品
|      | 発売日                              | タイトル                                  | 規格 | 規格品番                                  |
| ---- | ----------------------------------- | ----------------------------------------- | ---- | ----------------------------------------- |
| 01st | 2003年12月26日                      | 女子十二楽坊 ～日本初プレミアム演奏会～   | DVD  | PYBE-1（2004年1月31日までの期間限定生産） |
| 02nd | 2004年2月10日                       | 奇跡 女子十二楽坊コンサート 完全版        | DVD  | DV-28DR0074                               |
| 03rd | 2005年8月24日 2006年7月12日（再発） | 日本公演2005 ～Romantic Energy～          | DVD  | PYBE-2 PYBE-2001                          |
| 04th | 2006年7月12日                       | 女子十二楽坊 ～プロモーション・ビデオ集～ | DVD  | PYBE-2002                                 |
| 05th | 2007年8月22日                       | 上海ライヴ                                | DVD  | TOBW-3323                                 |

#### 参加作品
| 発売日         | タイトル                | 規格   | 規格品番   | 収録局              | 最高位 |
| -------------- | ----------------------- | ------ | ---------- | ------------------- | ------ |
| 2007年2月21日  | ピュア                  | 12cmCD | UICZ-1243  | 茉莉花(ジャスミン)  | 78位   |
| 2007年11月21日 | オーラII ～輝ける時間～ | 12cmCD | TOCP-70380 | My Heart Will Go On | 80位   |
| 2008年7月16日  | 流行曲中華風味          | 12cmCD | MHCL-1359  | 自由                | --     |

### 中国
1. 魅力音楽会
2. 12 girls band 女子十二楽坊専輯
3. 奇跡
4. Beautiful Energy/日本首次演奏会
5. Red Hot Classics
6. 輝煌
7. 三周年記念音楽会 〜絲綢之旅〜
8. 敦煌（特別版）
9. White Christmas
10. The Best of 女子十二樂坊
11. 美麗的能量 中国篇・欧美篇・日本篇・創作篇
12. 回憶的青春
13. 女子十二楽坊五周年 〜北京現場音楽会〜
14. Live From Shanghai 上海

### アメリカ
1. Eastern Energy
2. Romantic Energy
3. Shanghai
4. Live From Shanghai

### 韓国
1. 12 Girls Band (selection from Red Hot Classics)
2. The Best of 12 Girls Band　（阿里郎，因縁）

## 備考
代表的な演奏曲目である「自由」はトルコ古典音楽の作曲家、サントゥーリー・エトヘム・エフェンディの「ロンガ・シャーナーズ」を編曲したものである。オスマン古典音楽の項目を参照のこと。

## メンバー
環境によっては一部の文字が表示できない場合があります
- 二胡　7名

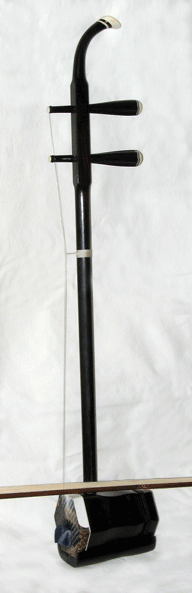
二胡

  - 秦子婧（Qin Zijing、チン・ヅージン）
    - 中央音楽学院民楽系在籍、“百泉杯”器楽コンテスト銀賞受賞

  - 上官振楠（Shangguan Zhennan、シャングアン・ジェンナン）
    - 中国音楽学院民楽系卒業、“沃特杯”器楽コンテスト一等賞受賞

  - 于秋実（Yu Qiushi、ユィ・チューシー）
    - 中央音楽学院民楽系在籍、全国選抜コンテスト江蘇省エリア二胡少年専業組一等賞受賞

  - 金晶（Jin Jing、ジン・ジン）
    - 中央音楽学院民楽系卒業、“天華杯”二胡コンテスト三等受賞

  - 羅翩翩（Luo Pianpian、ロー・ピェンピェン）
    - 中国音楽学院民楽系卒業、“三湘杯”二胡コンテスト金賞受賞

  - 王琳（Wang Lin、ワン・リン）
    - 中央音楽学院卒業、「天華杯」二胡コンクール二等賞受賞

  - 閆超婕（Yan Chaojie、ヤン・チャオジエ）
    - 中央音楽学院在籍、龍音杯 国際二胡コンクール第3位、女子二胡コンクール青年部門第一位、中録杯優秀賞受賞。北京オリンピック閉会式に出演
- 琵琶　2名
  - 石娟 (Shi Juan、シー・ジュエン)
    - 中央音楽学院卒業。中央音楽学院第1回民族器楽コンクール1位。演奏楽曲が『中国琵琶名家名曲』に収録されている。

  - 仲宝 (Zhong Bao、ヂョン・バオ)
    - 解放軍芸術学院卒業。河北省迎春発表会優秀演奏賞、中国音楽協会鋸琴学会会員。
- 中阮　1名
  - 臧暁鵬（Zang Xiaopeng、ジャン・シャオポン）
    - 中央音楽学院在籍、“文華杯”全国器楽コンテスト中阮少年組銀賞受賞
- 笛　3名
  - 廖彬曲 (Liao Binqu、リャオ・ビンチュイ)
    - 中央民族大学卒業。広西第1回紅銅鼓専業大コンクールで二等賞を受賞

  - 陳雪嬌（Chen Xuejiao、チェン・シュエジャオ）
    - 中央音楽学院在籍、青島民楽コンテスト一等賞受賞

  - 張迪（Zhang Di、ジャン・ディ）
    - 天津音楽学院卒業、全国民楽コンクール一等賞受賞
- 揚琴　4名
  - 張静（Zhang Jing、ジャン・ジン）
    - 中央音楽学院卒業 中央音楽学院民楽コンテスト優秀賞受賞

  - 馬慧 (Ma Hui、マー・ホイ)
    - 中央音楽学院卒業。「半打玫瑰（SIX ROSES）」揚琴担当。01年文化部主催第1回全国民族器楽コンクール優秀演奏賞、04年中央音楽学院「天天杯」合奏パフォーマンス部門金賞。

  - 孫莉（Sun Li、スン・リー）
    - 中国戯曲学院卒業、国際民族器楽コンクール揚琴組第一位受賞

  - 田超（Tian Chao、ティエン・チャオ）
    - 中国音楽学院卒業、首届全国青少年芸術新人大会揚琴専業組金賞受賞。
- 古箏　2名
  - 于秋璇（Yu Qiuxuan、ユィ・チューシュエン）
    - 中央音楽学院研究生部在籍、全国古箏コンテスト専業組第三位受賞

  - 郭璐（グオ・ルー）
- 独弦琴　1名
  - 唐小媛（Tang Xiaoyuan、タン・シャオイエン）
    - 中央民族大学音楽学院卒業、“文華杯”全国器楽コンテスト民族楽器銅賞受賞

### 元メンバー
- 二胡
  - 雷瀅（レイ・イン）
  - 蒋瑾（ジャン・ジン）
  - 詹麗君（ジャン・リーチュン）
  - 殷焱（イン・イエン）
  - 孫婷（スン・ティン）
  - 霍暁君（フォ・シャオジュン）
- 琵琶
  - 張爽（ジャン・シュアン）
  - 張琨（ジャン・クン）
  - 杜文婷（ドゥ・ウェンティン）
  - 趙光瑾（ヂャオ・グァンジン）
- 竹笛
  - 孫媛（スン・イェン）
- 揚琴
  - 楊松梅（ヤン・ソンメイ）
  - 馬菁菁（マー・ジンジン）
- 古箏
  - 周健楠（ジョウ・ジェンナン）

## 元メンバー脱退後
2003年に脱退した二胡の霍曉君は現在、北京の三大民族音楽団の一つである中国歌劇舞劇院の首席二胡奏者として活動している。2019年9月21日、調布市国際交流協会の主催で「”二胡”のおはなしと演奏」に出演した。2009年に脱退した詹麗君、馬菁菁、張爽はAlive2として活動中。その他メンバーは他の新規メンバー等と合流して新ユニット「V12」を結成。二胡担当の殷焱は2009年11月に女子十二楽坊脱退ライブを日本で開催し、演奏家の活動を再開した。

## NHK紅白歌合戦出場歴
| 年度/放送回               | 回 | 曲目               | 出演順 | 対戦相手         | 備考                           |
| ------------------------- | -- | ------------------ | ------ | ---------------- | ------------------------------ |
| 2003年（平成15年）/第54回 | 初 | 自由そして荒城の月 | 13/30  | （対戦相手なし） | 錦織健と合同で組を超えて出演。 |

注意点
- 出演順は「出演順/場者数」で表す。